# Resolució 983 del Consell de Seguretat de les Nacions Unides
La Resolució 983 del Consell de Seguretat de les Nacions Unides fou adoptada per unanimitat el 31 de març de 1995. després de recordar Resolució 795 (1992) sobre Macedònia, el Consell va expressar preocupació sobre les amenaces a l'estabilitat del país i va establir el Força de Desplegament Preventiu de les Nacions Unides (UNPREDEP) per la reanomenada Força de Protecció de les Nacions Unides (UNPROFOR) al país per a un període que acabaroa el 30 de novembre de 1995.
El Consell estava decidit a protegir la sobirania, la integritat territorial i independència de Macedònia i va donar la benvinguda al paper de la UNPROFOR al país. Es va decidir que la unitat de la UNPROFOR a Macedònia es reanomenaria com a UNPREDEP i el seu mandatcontinuaria fins al 30 de novembre de 1995. Es va instar a continuar la cooperació amb l'Organització per a la Seguretat i la Cooperació a Europa i perquè els Estats membres aportin la necessària assistència requerida.
Es va demanar al Secretari General de les Nacions Unides que informés al Consell sobre els esdeveniments. S'havia establert prèviament el Operació de les Nacions Unides de Restabliment de la Confiança a Croàcia en la Resolució 981.